# Región metropolitana de Vitória
La Región Metropolitana de la Gran Victoria (RMGV), está formada por los municipios de Cariacica, Fundão, Guarapari, Sierra, Viana, Vila Velha y Vitoria. Fue constituida por la Ley Complementaria provincial 58, de 21.02.1995, cuando era conocida como RMV - Región Metropolitana de Victoria y posteriormente modificada en 1999 y 2001, cuando incorporó, respectivamente, los municipios de Guarapari y Fundão, pasando a llamarse RMGV - Región Metropolitana de la gran Victoria.
Esos siete municipios abrigan casi la mitad de la población total del Espíritu Santo (46%) y 57% de la población urbana del estado. Producen 58% de la riqueza y consumen 55% de la energía eléctrica.

## Estadísticas de la RMGV
- Área Territorial:  2 331,03 km²
- Población: 2 033 067 habitantes
- Densidad poblacional (hab/km²): 808,27
- Pib per cápita: 27.162,94
- Evolución del IDH: 1991 - 0,730 / 2000 - 0,798, crecimiento del 9,4%.

## Municipios por población
| Posición | Municipio  | Población |
| -------- | ---------- | --------- |
| 1        | Sierra     | 515.321   |
| 2        | Vila Velha | 483.664   |
| 3        | Vitoria    | 415.369   |
| 4        | Cariacica  | 392.114   |
| 5        | Guarapari  | 124.997   |
| 6        | Viana      | 76.228    |
| 7        | Fundão     | 24.874    |